# NGC 6152
NGC 6152是位於矩尺座，由恆星組成的一個疏散星團。